# Harold Budd
Harold Budd (24. května 1936 Los Angeles – 8. prosince 2020) byl americký ambientní hudebník a hudební skladatel. Studoval u skladatele Ingolfa Dahla na Univerzitě Jižní Kalifornie v Los Angeles. Později často spolupracoval například s Brianem Enem; Eno produkoval Buddovo album The Pavilion of Dreams z roku 1978 a o dva roky později natočili společné album The Plateaux of Mirror. Jejich spolupráce pokračovala i v pozdějších letech. Během své kariéry spolupracoval i s dalšími hudebníky, mezi které patří Robin Guthrie, Hector Zazou nebo John Foxx. Zemřel v roce 2020 ve věku 84 let na komplikace spojené s onemocněním covid-19.